# Katsushi Tao
Katsushi Tao (jap. 田尾 克史, Tao Katsushi; * 1. Mai 1963 in Sapporo, Hokkaidō) ist ein ehemaliger japanischer Skispringer und Trainer.
Tao bestritt in der Weltcup-Saison 1987/88 seine einzigen Weltcup-Springen. Dabei erreichte er insgesamt fünf Weltcup-Punkte. Mit diesen Punkten stand er am Ende der Saison gemeinsam mit Vesa Hakala, Peter Rohwein, Anders Daun und Andrei Werweikin auf dem 64. Platz in der Weltcup-Gesamtwertung.
Von 1998 bis 2003 war er Cheftrainer bei seinem Arbeitgeber Yukijirushi Nyūgyō und 2004 bis 2005 Headcoach der Nationalmannschaft. Bei Yukijirushi Nyūgyō übergab er für 2004 seinen Posten an Keisuke Tomii und wurde zum Berater (adviser).